# Hyssopus geniculatus
Hyssopus geniculatus är en stekelart som först beskrevs av Hartig 1838.  Hyssopus geniculatus ingår i släktet Hyssopus och familjen finglanssteklar. Arten är reproducerande i Sverige. Inga underarter finns listade i Catalogue of Life.